# Erich Büttner

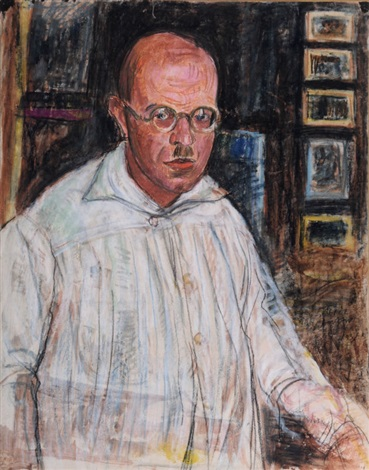
Selbstbildnis (1931)

Johannes Erich Büttner (* 7. Oktober 1889 in Berlin; † 12. September 1936 in Freiburg im Breisgau) war ein deutscher Expressionist der Berliner Secession.

## Leben
Büttner wurde als Sohn eines Tischlermeisters in der elterlichen Wohnung in der Stallschreiberstraße 9 in den Luisenstadt geboren. Er machte eine Lehre zum Kunstglaser. Von 1906 bis 1911 studierte er bei Emil Orlik an der Unterrichtsanstalt des Kunstgewerbemuseums Berlin Malerei, Grafik und Buchillustration. Büttner wurde Mitglied des Deutschen Künstlerbundes, ab 1908 war er Mitglied der Künstlervereinigung Berliner Secession und nahm mit seinen Werken an deren Gruppenausstellungen teil.
1913 hatte Büttner seine erste Einzelausstellung in der Galerie Gurlitt, seine Haupt-Schaffensperiode war in den 1920ern. 
Erich Büttner starb 1936 zurückgezogen im Alter von 47 Jahren in Freiburg.

## Werk
Büttners Werk ist von der Farbigkeit und Formdynamik des Expressionismus geprägt, sein Schwerpunkt liegt auf Porträts, besonders in den 20ern schuf er eine ganze Reihe von Bildnissen, seine bevorzugten Motive waren Künstlerfreunde und Literaten wie Lovis Corinth, George Grosz, Arno Holz, Adolf Heilborn, Franz Evers, Klabund und Heinrich Zille. Seine Bilder blieben, trotz der kurzen Schaffensperiode und des überschaubaren Werks, für Museen und private Käufer attraktiv. Es befinden sich Werke von ihm im nationalen und internationalen Museen wie der Stiftung Preußischer Kulturbesitz, dem Kunstamt Kreuzberg und dem Los Angeles County Museum of Art. Ein Porträt Heinrich Zilles ist im Märkischen Museum ausgestellt.

## Rezeption
Am 9. April 2017 wurde eine Folge der Sendung Lieb & Teuer des NDR ausgestrahlt, die von Janin Ullmann moderiert und in Schloss Reinbek gedreht wurde. Darin wurde unter anderem mit dem Kunsthistoriker und Ausstellungskurator der Hamburger Kunsthalle Daniel Koep Grafiken und Druckstplatten von Erich Büttner besprochen. Die Folge wurde inzwischen mehrmals wiederholt.

## Galerie

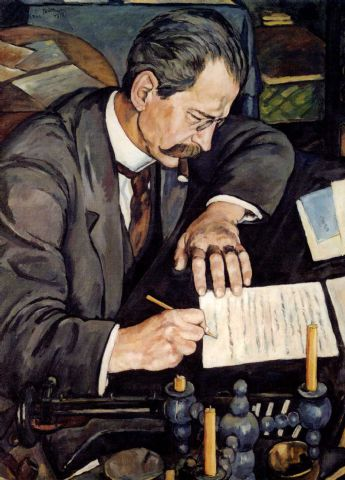
Porträt Arno Holz, 1916
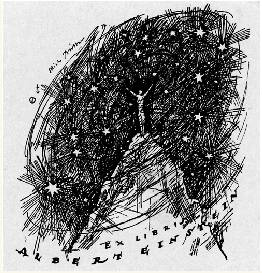
Zeichnung Albert Einstein, 1917
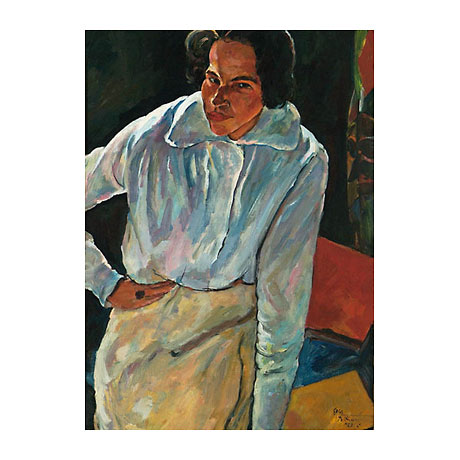
Damenbildnis (Fränze Roloff), 1920
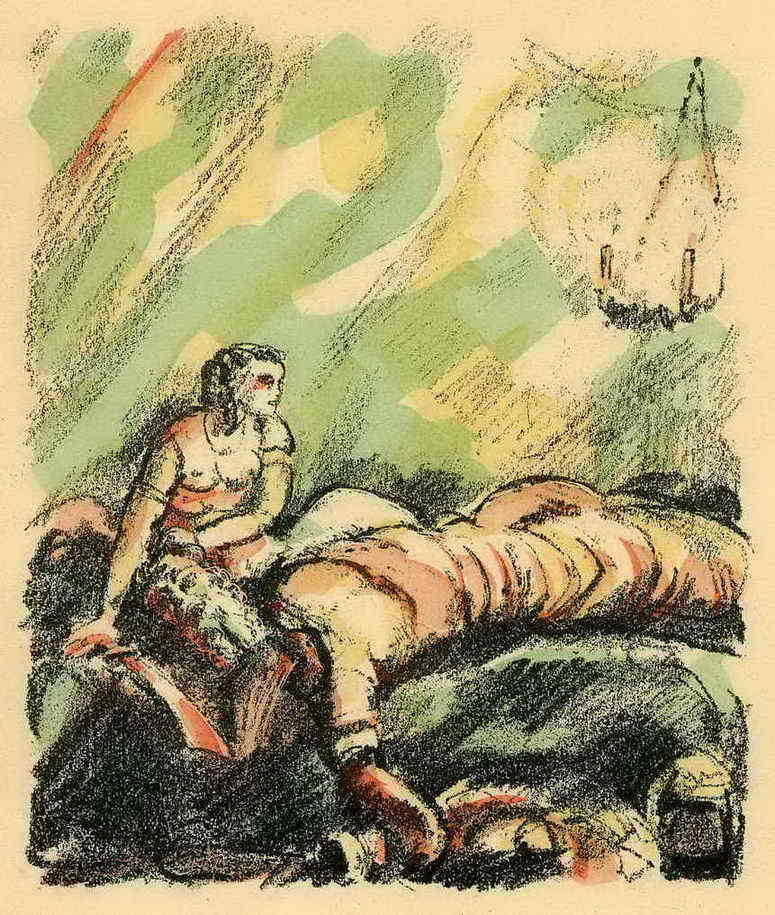
Gattenmord. Farblithographie, 1920
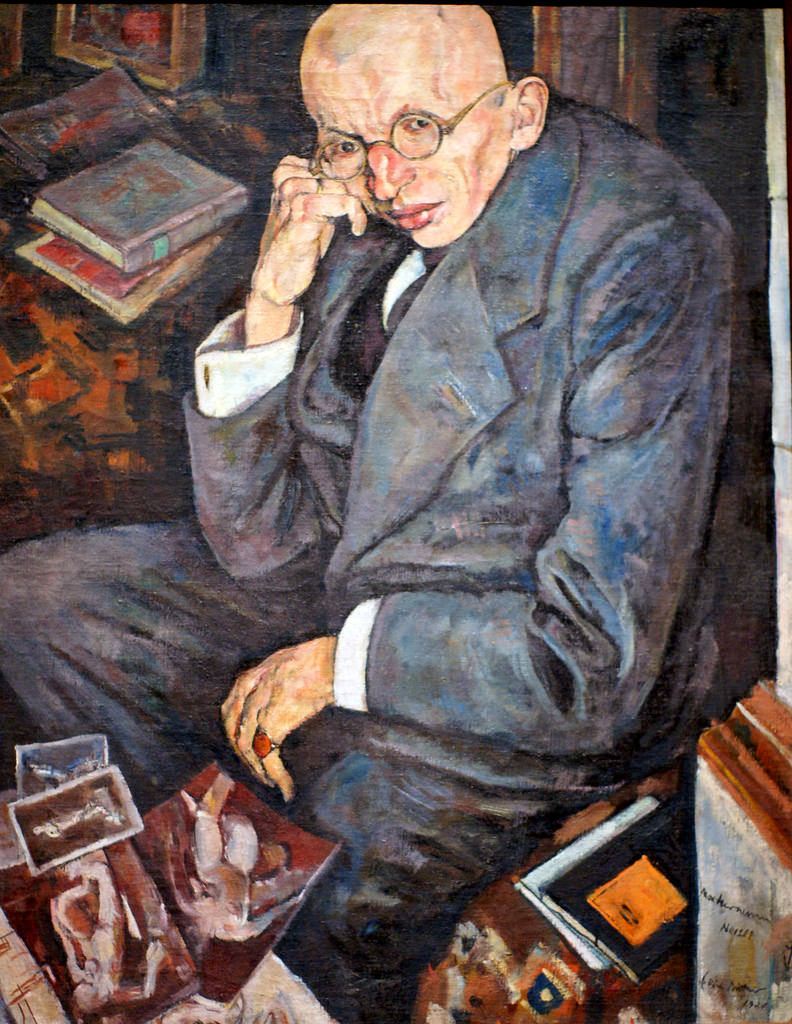
Porträt Max Herrmann-Neiße, 1921
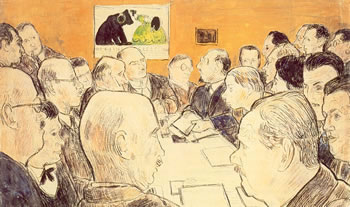
Sitzung der Berliner Secession, 1921
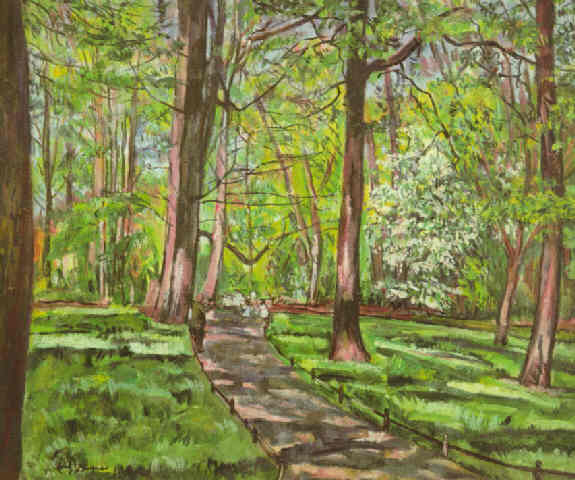
Im Tiergarten (nahe der Löwenbrücke) mit dem Photographen, 1928
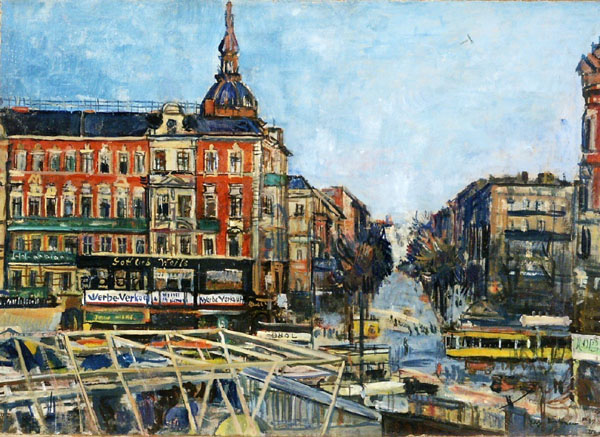
Straßenszene in Berlin-Schöneberg, 1929

Buchillustrationen
- Franz Grillparzer: Der arme Spielmann (= Liebhaberdruck für die Freunde des Volksverbandes der Bücherfreunde. Band 7). Mit Bildern von Erich Büttner. Volksverband der Bücherfreunde/Wegweiser-Verlag, Berlin 1925.